# Đồng Tân, Ứng Hòa
Đồng Tân là một xã thuộc huyện Ứng Hòa, thành phố Hà Nội, Việt Nam.
Xã Đồng Tân có diện tích 6,38 km², dân số năm 1999 là 5.123 người, mật độ dân số đạt 803 người/km².

## Hành chính
Xã gồm 8 thôn:
- Thôn Xuân Tình
- Thôn Vọng Tân
- Thôn Khả Lạc
- Thôn Tứ Kỳ
- Thôn Mỹ Cầu
- Thôn Khánh Vân
- Thôn Thái Bằng
- Thôn Đồng Xung